# Takeo Fukuda
Takeo Fukuda (jap. 福田 赳夫, 14. ledna 1905 – 5. července 1995) byl japonský politik. V letech 1976–1978 byl premiérem Japonska. 1959–1969 ministrem zemědělství, lesnictví a rybolovu, 1969–1971 ministrem financí, 1971–1972 ministrem zahraničních věcí, 1974–1976 místopředsedou vlády a ředitelem Státní plánovací agentury. Byl představitelem Liberální demokratické strany, dominantní politické síly japonského politického systému ve 2. polovině 20. století. V letech 1976–1978 byl jejím předsedou. Neúspěšně se pokusil rozbít tradiční systém vlivných frakcí v této straně. Z politiky odešel roku 1990. Jeho starší syn Jasuo Fukuda se stal roku 2007 rovněž japonským premiérem.